# 安南将棋
安南将棋（あんなんしょうぎ）は、変則将棋の一種。大正15年ごろ、本将棋をもとに鈴木信太郎によって考案された。

## ルール
| 9  | 8  | 7  | 6  | 5  | 4  | 3  | 2  | 1  |    |
| 香 | 桂 | 銀 | 金 | 王 | 金 | 銀 | 桂 | 香 | 一 |
|    | 飛 |    |    |    |    |    | 角 |    | 二 |
| 歩 |    | 歩 | 歩 | 歩 | 歩 | 歩 |    | 歩 | 三 |
|    | 歩 |    |    |    |    |    | 歩 |    | 四 |
|    |    |    |    |    |    |    |    |    | 五 |
|    | 歩 |    |    |    |    |    | 歩 |    | 六 |
| 歩 |    | 歩 | 歩 | 歩 | 歩 | 歩 |    | 歩 | 七 |
|    | 角 |    |    |    |    |    | 飛 |    | 八 |
| 香 | 桂 | 銀 | 金 | 玉 | 金 | 銀 | 桂 | 香 | 九 |

通常の配置から角行と飛車の前（先手・後手とも、2筋と8筋）の歩兵を1マスずつ進めた状態で開始する。そして味方の駒同士が縦に隣接した場合、前の駒は後ろの駒の動きに変化する。例えば、初期配置の状態では飛車と角行は桂馬の動きに変わり、本来の動きはできない。初期配置が通常の将棋と同じルールもあり、このルールでは先手が初手に▲2三歩成と成り込むことができる（飛車の頭の歩兵が飛車の働きをするため）。
前の駒が本来の動きもできるとする変則ルールを天竺将棋とも言う（天竺大将棋とは異なる）。
安南将棋とは逆に、味方の駒同士が縦に隣接した場合、後ろの駒が前の駒の動きに変化する将棋を安北将棋（あんほくしょうぎ）という。安北将棋の初期配置は通常の将棋と同じなので、初期配置の状態では飛車と角行は動けない。また、駒の動き以外の特殊なルールとして「二歩がない」(駒を動かした結果二歩になる手を禁手とするルールもある)、「桂馬を上から一、二段目に、香車、歩兵を一段目に打つ、または不成で進むことができる」等が挙げられる。